# 板鞋竞速
板鞋竞速是一项起源于中国广西河池地区的壮族传统体育运动。比赛时，多名运动员（通常为三人）共同穿上同一双长板鞋，协力跑步完成比赛。

## 起源
板鞋竞速起源于明代。在明嘉靖年间倭寇侵扰中国东南沿海时，瓦氏夫人率壮族士兵抗击倭寇。据传，为提高士兵之间的协作能力和步调一致性，她发明了三名士兵共穿一双长板鞋跑步训练的方法，最终率军大败倭寇。此后，河池南丹县那地州的壮族百姓效仿瓦氏夫人的练兵方式，将三人板鞋竞速发展为一种娱乐活动，并传承至今。

## 现代
2005年，国家民委和国家体育总局批准板鞋竞速成为全国少数民族传统体育运动会的正式比赛项目，并于2007年在广州举办的第八届民运会上首次亮相。
板鞋竞速比赛分为单项与接力两大项。跑道分道宽2.44至2.5米，一般以标准400米跑道两道合一进行比赛。板鞋以长100厘米、宽9厘米、厚3厘米的木料制作而成，并在每只板鞋上配有三块宽5厘米的护足面皮。